# Długie (powiat sanocki)
Długie – wieś w Polsce położona w województwie podkarpackim, w powiecie sanockim, w gminie Zarszyn. Leży nad potokiem Pielnica.
| SIMC    | Nazwa      | Rodzaj    |
| ------- | ---------- | --------- |
| 0362861 | Koszary    | część wsi |
| 0362878 | Strachanów | część wsi |

W latach 1975–1998 miejscowość należała administracyjnie do województwa krośnieńskiego.
W 2020 Długie zamieszkuje 1477 osób. Długie jest największą ludnościowo wsią gminy.
Jedynymi zabytkowymi obiektami we wsi są: murowana kapliczka przydrożna z przełomu XVIII i XIX wieku; kapliczka stojąca w polach, na terenie dawnego folwarku, wystawiona w 1900 roku staraniem właścicieli wsi Wiktorów; kapliczka słupowa postawiona w 1933 roku przez rodzinę Laskowskich.

## Historia
Wieś lokowana w 1390 r. Występuje w dokumencie z 1395 r., w którym król Władysław Jagiełło nadaje Długie, Zarszyn i Posadę Zarszyńską Jachnikowi ze Sosweszowa. Długiego dotyczy także wzmianka w dokumencie z 1390 r., a dotyczącym Jaćmierza. W opisie granic Jaćmierza wymieniono „...campum dictum Dlugie pole”. W 1395 roku nazwa wsi brzmiała Długe, w 1464 roku Długye, w 1477 roku Długa, w 1589 roku Długie.
W 1678 spotykamy już nazwę Długie. W latach 1625–1773 właścicielami wsi byli krośnieńscy jezuici, którzy odbudowali wieś po zniszczeniu przez Tatarów w 1624 roku. Cerkiew znajdowała się w miejscu późniejszego folwarku szlacheckiego. Do roku 1772 województwo ruskie, ziemia sanocka. Od 1772 należał do cyrkułu leskiego, a następnie sanockiego, od 1855 pow. Sanok, pow. podatkowy Rymanów wieś w Prowincji Galicja. W połowie XIX w. wieś zdziesiątkowała epidemia tyfusu.
W 1810 roku Zarszyn, Posada Zarszyńska i Długie zostały sprzedane przez ówczesnego właściciela tych dóbr, Stanisława Siemieńskiego (1763–1821), Kazimierzowi Ostaszewskiemu (1756–1845), byłemu rotmistrzowi kawalerii narodowej, który miał dwie córki: Franciszkę, wydaną za Ksawerego Czermińskiego i Ludwikę, zamężną za Franciszkiem Niezabitowskim. W 1842 roku Kazimierz Ostaszewski przekazał ten majątek swej wnuczce Adeli Czermińskiej (1822–1904), zamężnej z Janem Wiktorem (1812–1877). W kolejnych latach oboje byli właścicielami posiadłości tabularnej w Długiem. Po nich Długie dziedziczył ich syn Kazimierz Wiktor (1845–1904, posiadał we wsi obszar 144,8 ha), a po nim jego syn Jan Wiktor (1878–1944), który w 1911 posiadał 144 ha. Po II wojnie światowej wskutek wyniku masowych wywłaszczeń majątek Wiktorów przeszedł na rzecz Skarbu Państwa Polski Ludowej.
W 1928 roku naczelnik gminy Długie, rolnik Piotr Twardy został odznaczony Brązowym Krzyżem Zasługi za „zasługi na polu samorządowym”.
W czasie, kiedy właścicielem Długiego był Jan Wiktor, we wsi funkcjonowała gorzelnia, jedna z siedmiu w powiecie sanockim. W czasie obu wojen światowych wieś poniosła straty zarówno ludnościowe jak i materialne. W roku 2011 Długie było największą ludnościowo wsią gminy Zarszyn.
W listopadzie 1932 roku odsłonięto tutaj pomnik ku czci lokalnych mieszkańców poległych w Wielkiej Wojnie i innych wojnach w latach 1914–1921, jak informuje napis na pomniku.

## Galeria

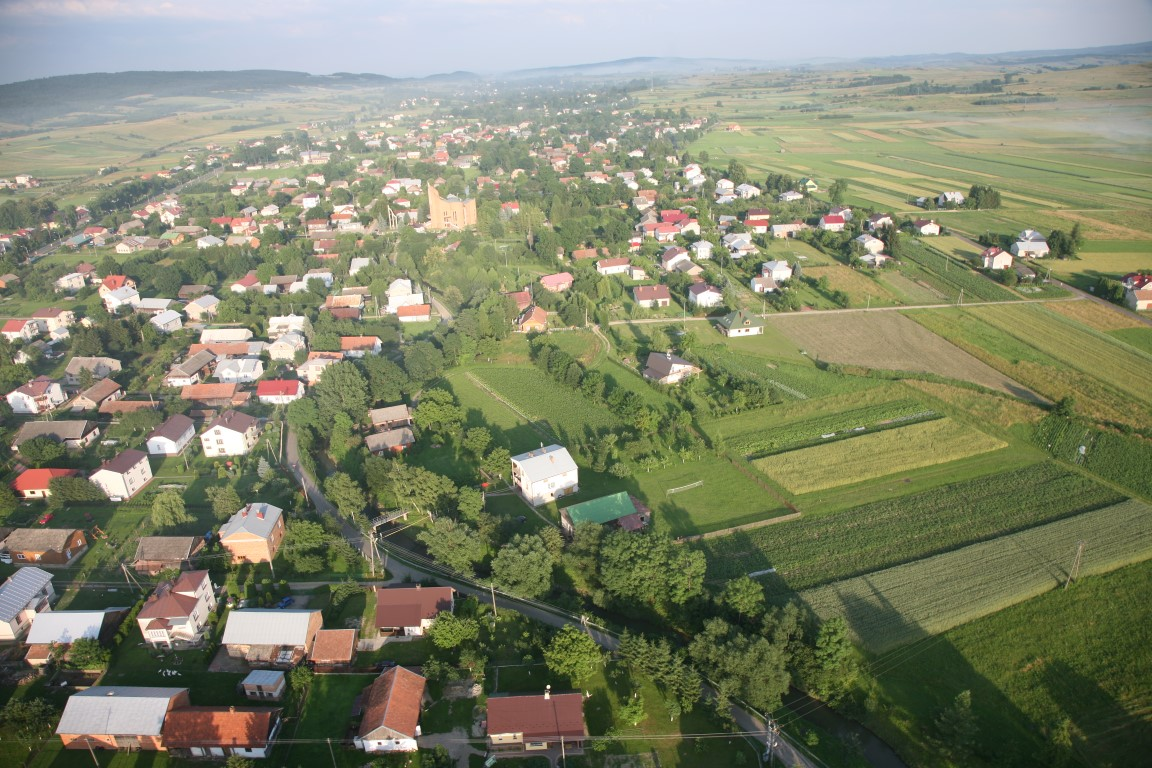
Długie z lotu ptaka
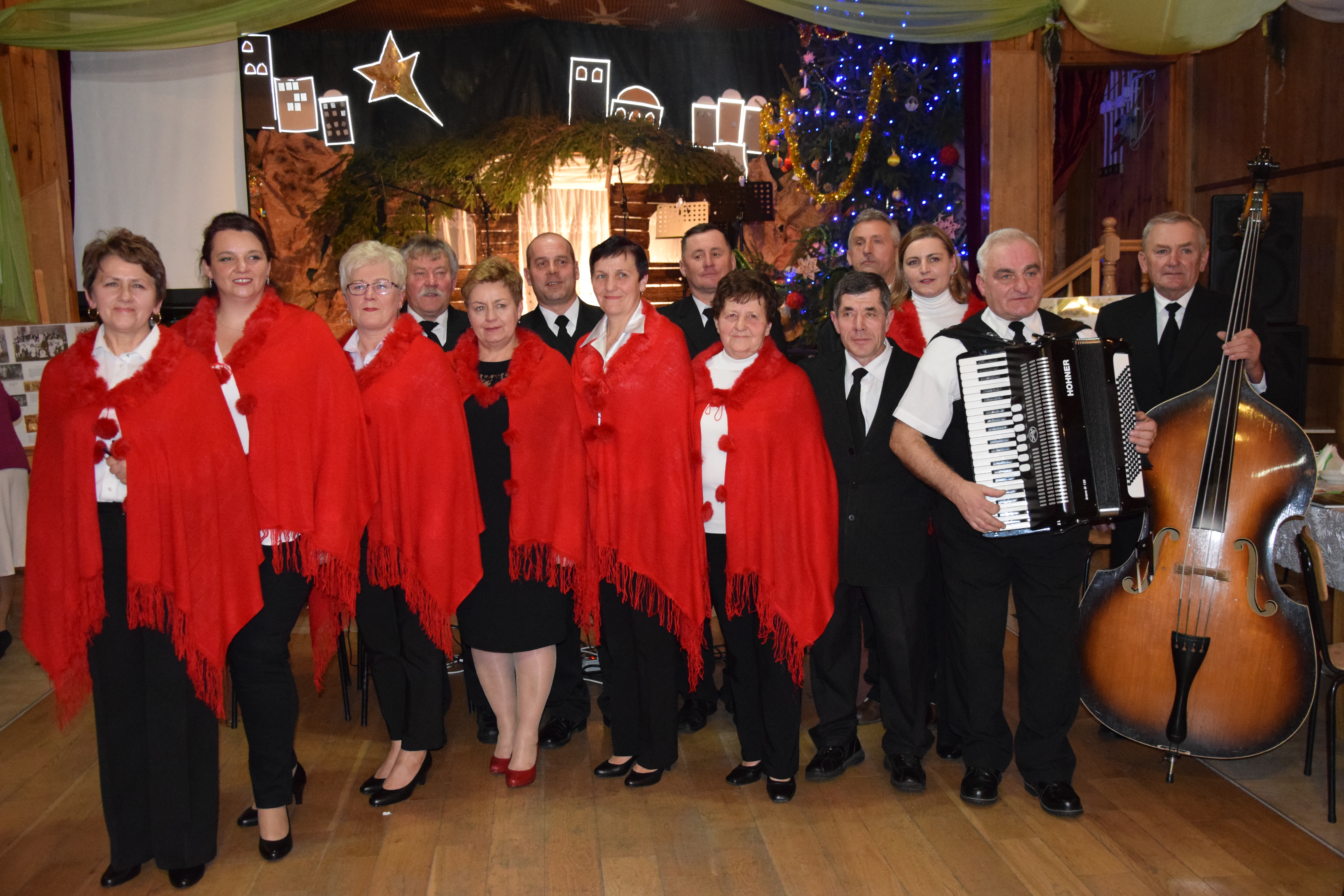
Zespół Wokalno - Instrumentalny "Iskra" w Długiem
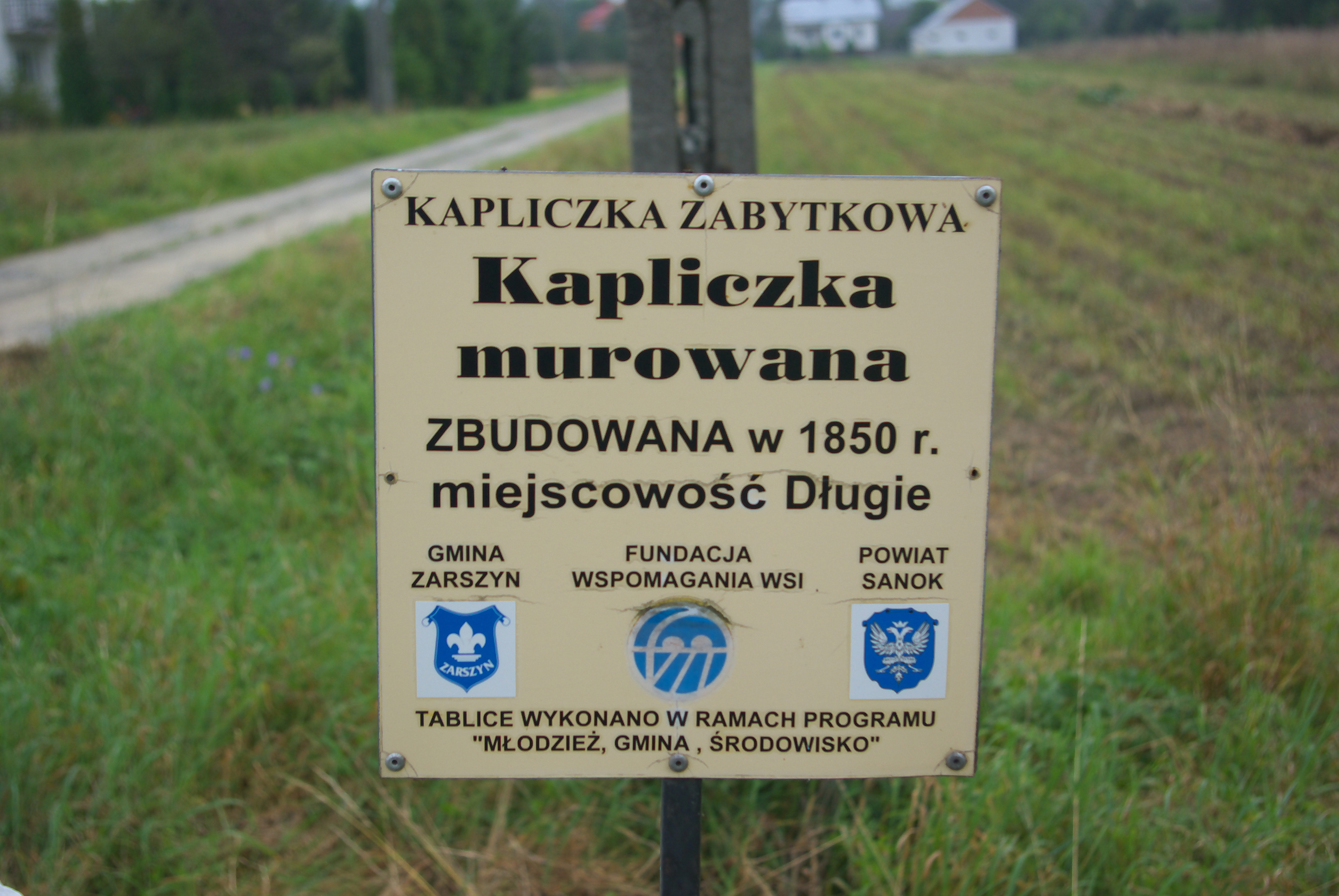
Tablica informacyjna o przydrożnej kapliczce z 1850 r. w Długiem
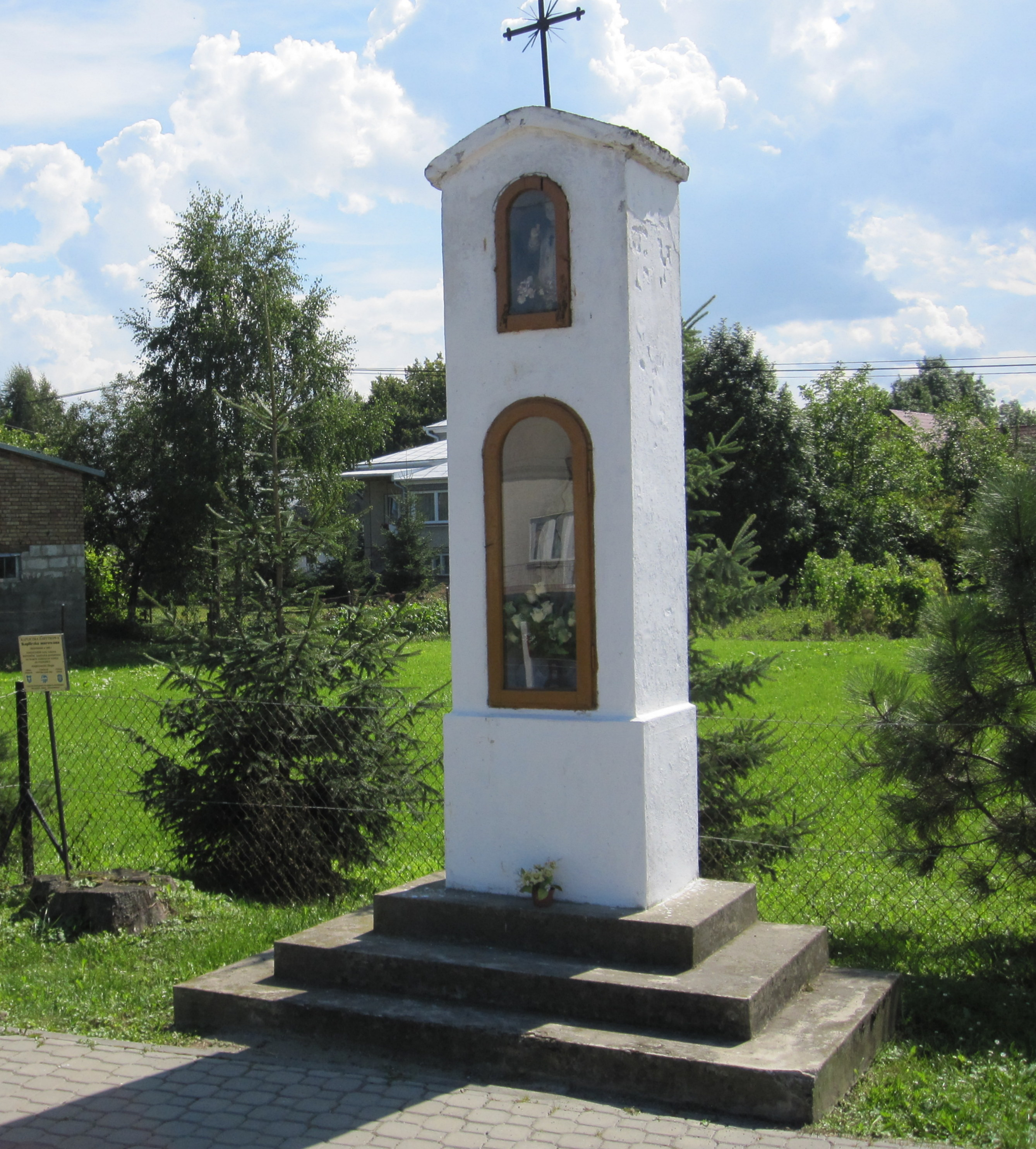
Długie - kapliczka
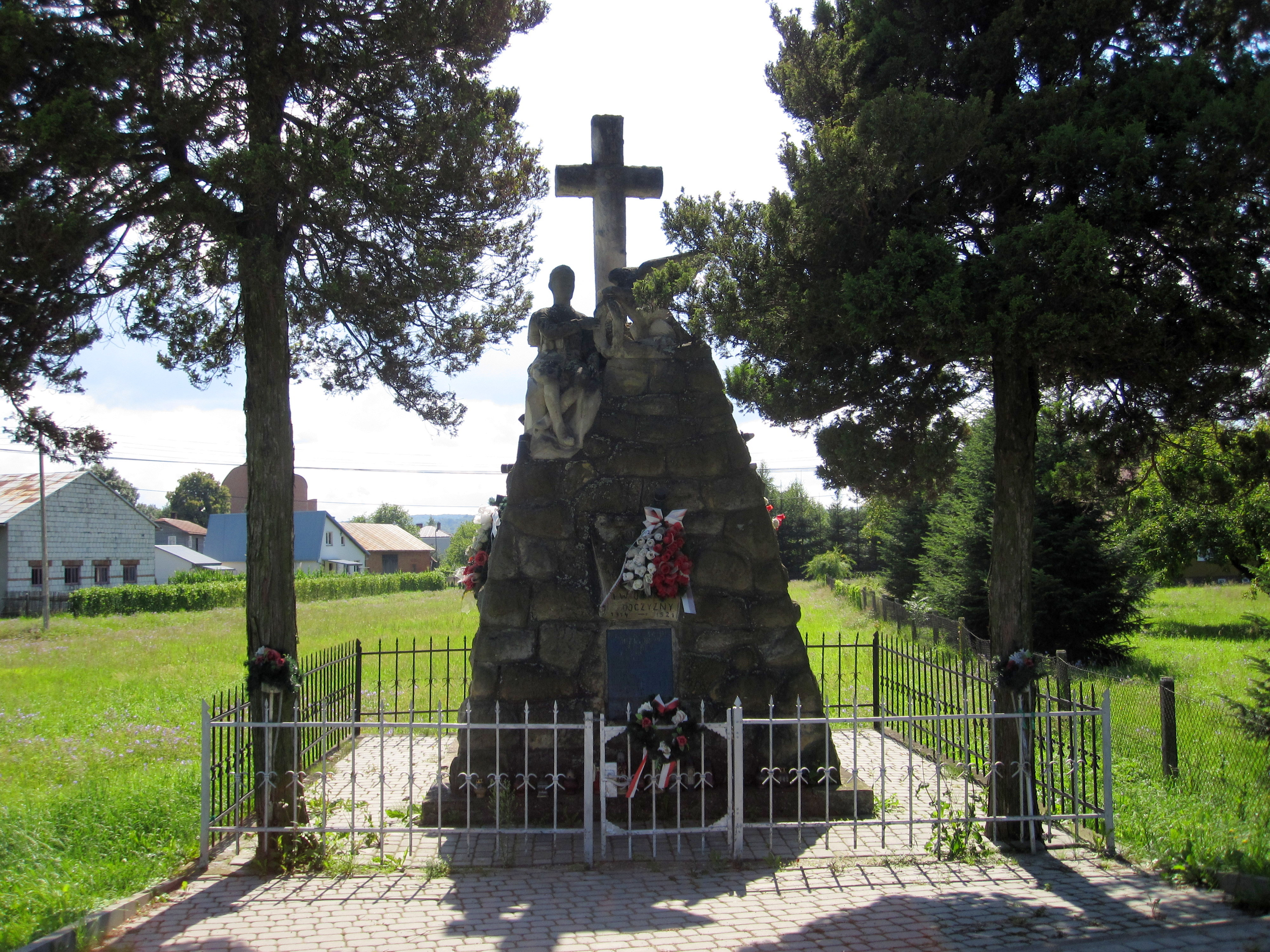
Długie - pomnik ku czci poległych w wojnach 1914-1921 (1932)
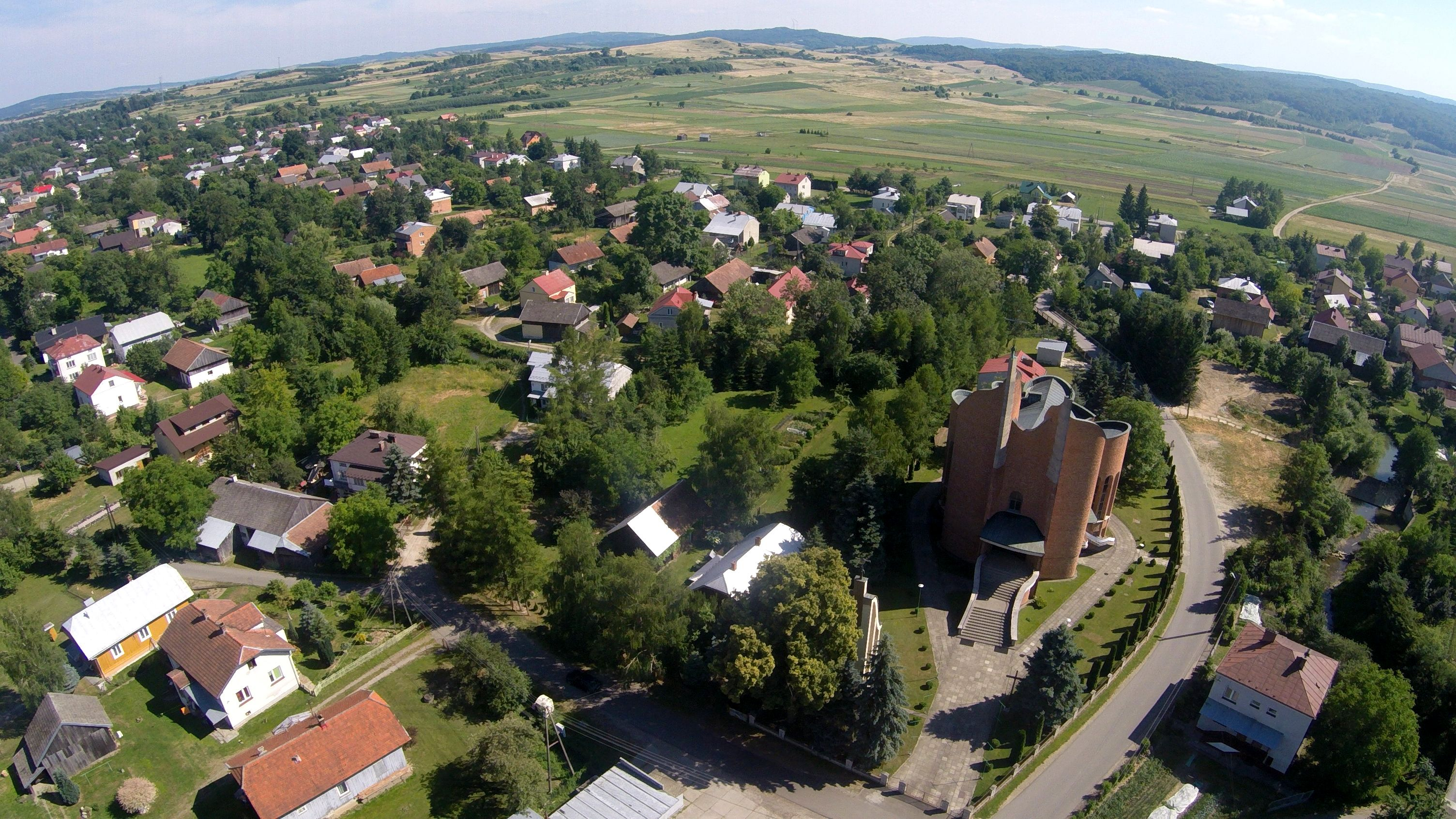
Kościół w Długiem

## Drogi krajowe
Wieś położona przy drodze krajowej 28 Zator – Wadowice – Nowy Sącz – Gorlice – Biecz – Jasło – Krosno – Sanok – Medyka.